# East Jersey
East Jersey (Östjersey), vid sidan om West Jersey (Västjersey), var en separat styrd provins som fanns till i 28 år, mellan 1674 och 1702. Dess huvudstad var Perth Amboy. Fastställandet av en exakt gräns mellan East Jersey och West Jersey var ofta en källa till konflikter.

## Historia
Området som innefattade East Jersey, inklusive dagens Bergen County och Hudson County,  var en del av Nya Nederländerna. Tidiga försök av holländare att kolonisera området omfattade Pavonia (1633), Vriessendael (1640) och Achter Col (1642), men dessa överlevde inte krig 1643-1645 och 1655-1660. Kolonister kom tillbaka till Hudsonflodens västra stränder när staden Bergen grundades 1660. Det blev den första permanenta europeiska bosättningen i den nuvarande delstaten New Jerseys territorium. Under ännu ett krig, den 27 augusti 1664, kapitulerade Nya Amsterdam till engelska styrkor. 
Mellan 1664 och 1674 kom de flesta nybyggarna från andra delar av Amerika, särskilt New England och Long Island. Elizabethtown och Newark hade en särskilt stark puritansk prägel. Söder om Raritan River var Monmouth koloniserat i synnerhet av kväkare från Long Island. År 1675 delades East Jersey upp i fyra counties av administrativa skäl: Bergen County, Essex County, Middlesex County och Monmouth County.
Även om ett stort antal delägare i East Jersey bosatta i England var kväkare och guvernören under större delen av 1680-talet var den ledande kväkaren Robert Barclay, var det inget stort kväkarinflytande på styret. Även invandringen som Robert Barclay tog initiativ till var mest inriktad på att stödja skotsk inflyttning snarare än kväkares inflyttning. År 1682 påbörjade Barclay och övriga skotska ägare en utveckling av Perth Amboy som provinsens huvudstad.
Ständiga dispyter mellan invånarna och de delägare som mest var annorstädes, bland annat om äganderätt till mark, medförde problem i provinsen till dess den gavs upp till den brittiska regeringen under drottning Anne I 1702.

## Andra källor till den engelska texten
- Winfield, Charles H. History of the County of Hudson, New Jersey (New York: Kennard & Hay Printing Company, 1874)
- Harvey, Cornelius B., ed. Genealogical History of Hudson and Bergen Counties, New Jersey (New York: The New Jersey Genealogical Publishing Co., 1900)
- John Fiske. The Dutch and Quaker Colonies of America. Vol. I (New York: Houghton, Mifflin and Company, 1903)
- Lovero, Joan D. Hudson County: The Left Bank (Sun Valley. CA: American Historical Press, 1999)